# Liolaemus occipitalis
Liolaemus occipitalis é o nome científico dado à uma espécie de pequeno lagarto da família Liolaemidae, que vive em dunas de areia do litoral sul do Brasil, nos estados de Santa Catarina e Rio Grande do Sul, e no litoral norte do Uruguai.

## Nomes populares
Lagartixa-da-areia, lagarto-da-areia, lagartinho-das-dunas, entre outros, são os nomes populares dados à esta espécie e outras do gênero Liolaemus no Brasil.

## Características
Fisicamente é parecido com outra espécie de lagarto, Liolaemus arambarensis, que ocorre apenas em certas dunas e praias do Rio Grande do Sul.
Mede em média 5 a 6 cm de comprimento e, como outras espécies brasileiras de Liolaemus, se alimenta de pequenos invertebrados e apresenta muitas adaptações à vida na areia, especialmente referente à sua cor camuflada e capacidade de se enterrar. 
É muito ágil e quando percebido por possíveis predadores facilmente consegue fugir, correndo, se escondendo entre a vegetação ou se enterrando na areia.
A espécie merece destaque pois está ameaçada de extinção segundo a lista oficial emitida pelo governo brasileiro e a instituição internacional IUCN, classificada como vulnerável de extinção, pois os ecossistemas costeiros que habita têm sido destruídos em larga escala.

## Distribuição e preservação

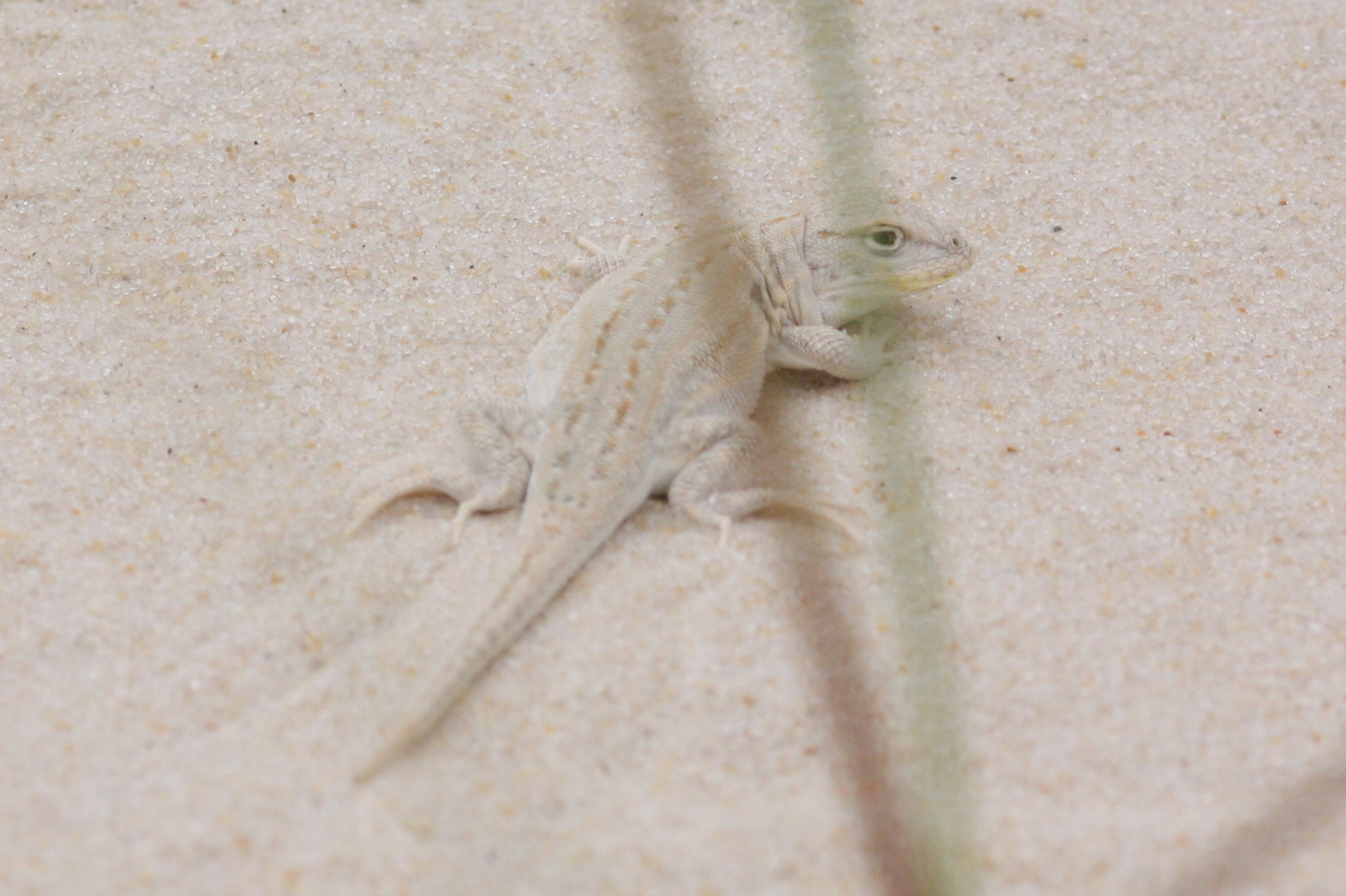

A espécie encontra-se preservada no Parque Natural Municipal das Dunas da Lagoa da Conceição, em Florianópolis e ocorre em outras localidades ao sul de Santa Catarina, como o Farol de Santa Marta e Morro dos Conventos. No Rio Grande do Sul ocorre em locais como a Barra do Chuí, Praia do Hermenegildo, Balneário do Cassino, São José do Norte, Mostardas, Cidreira e Torres. No litoral uruguaio, encontra-se na porção norte.

## Galeria de imagens

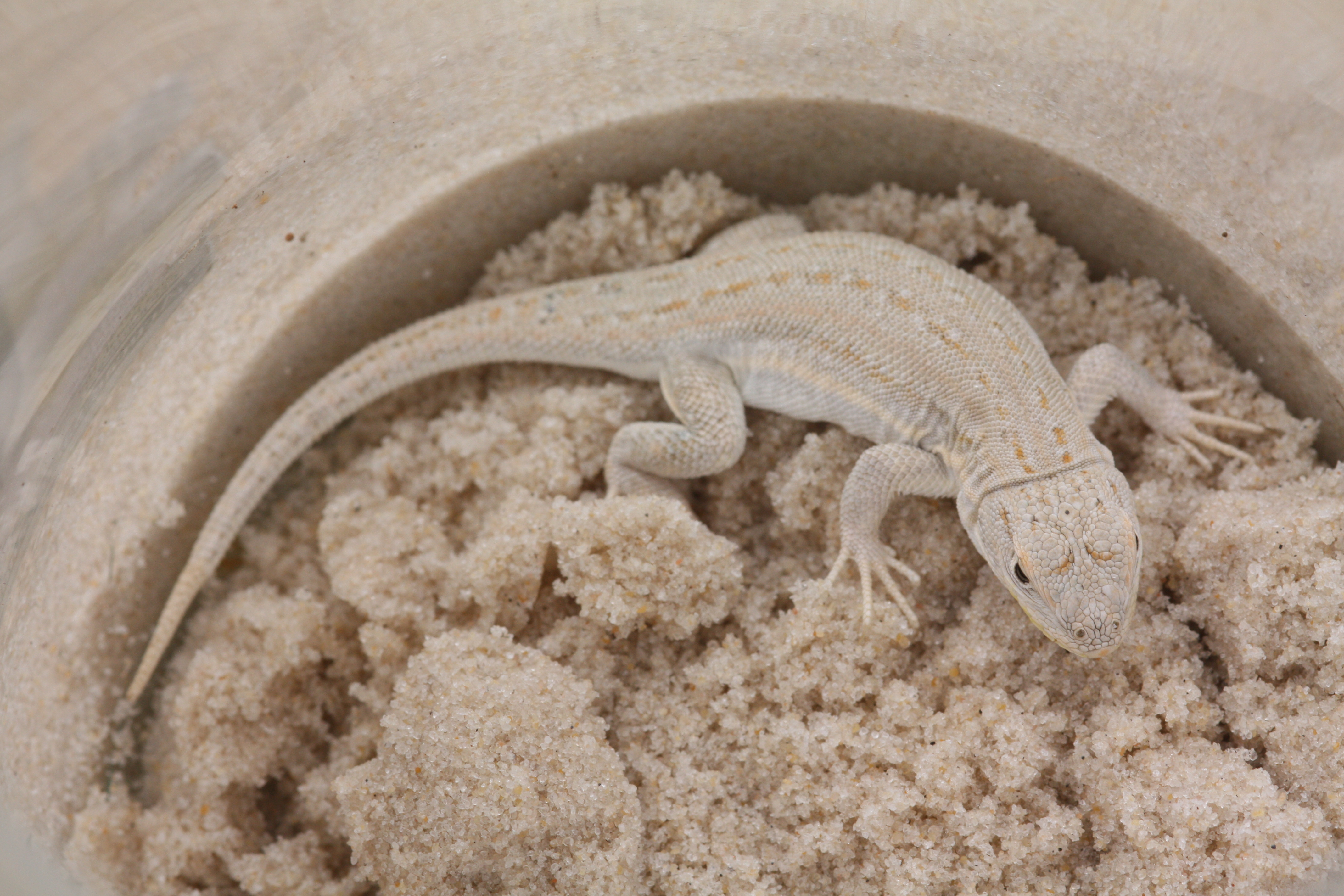
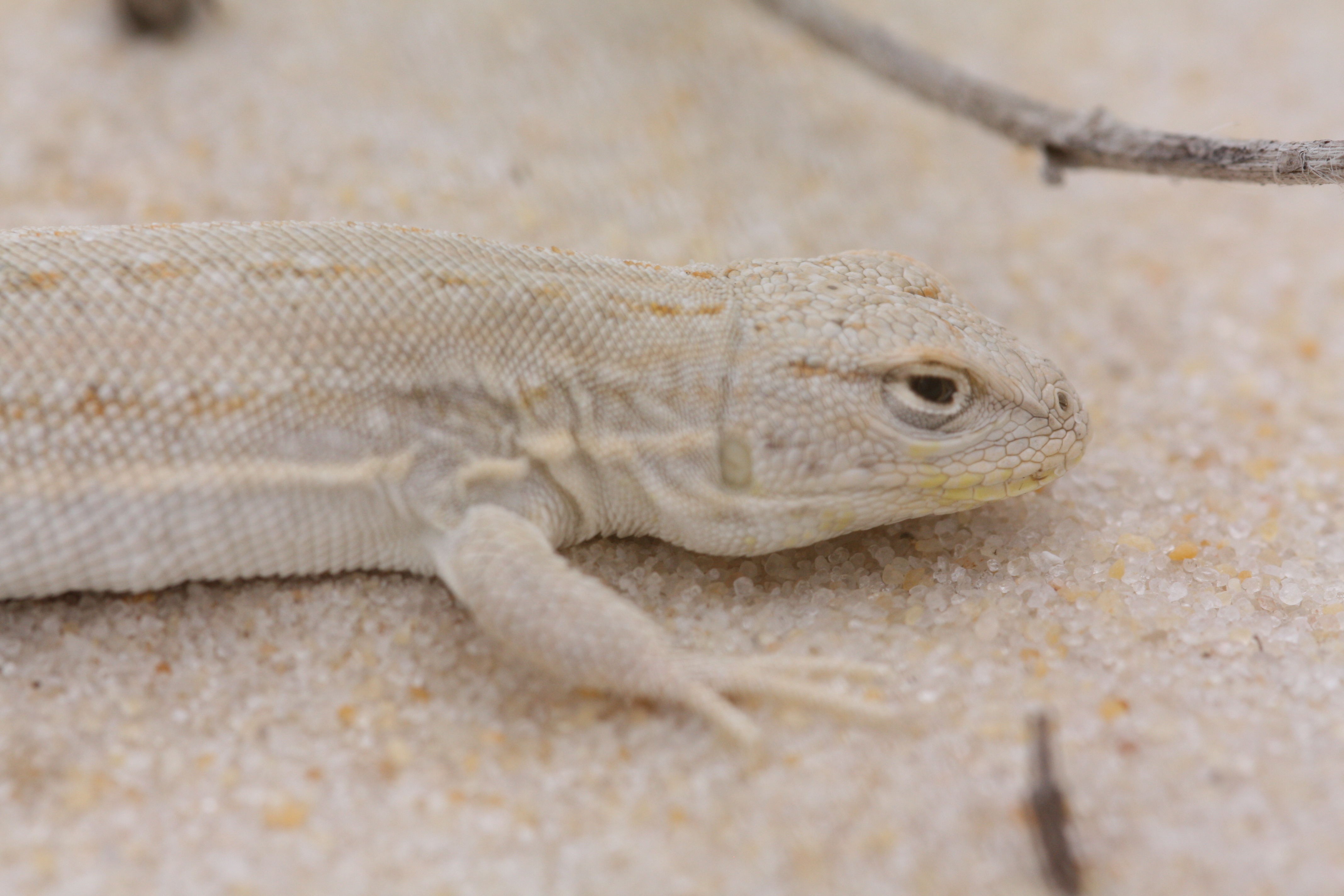
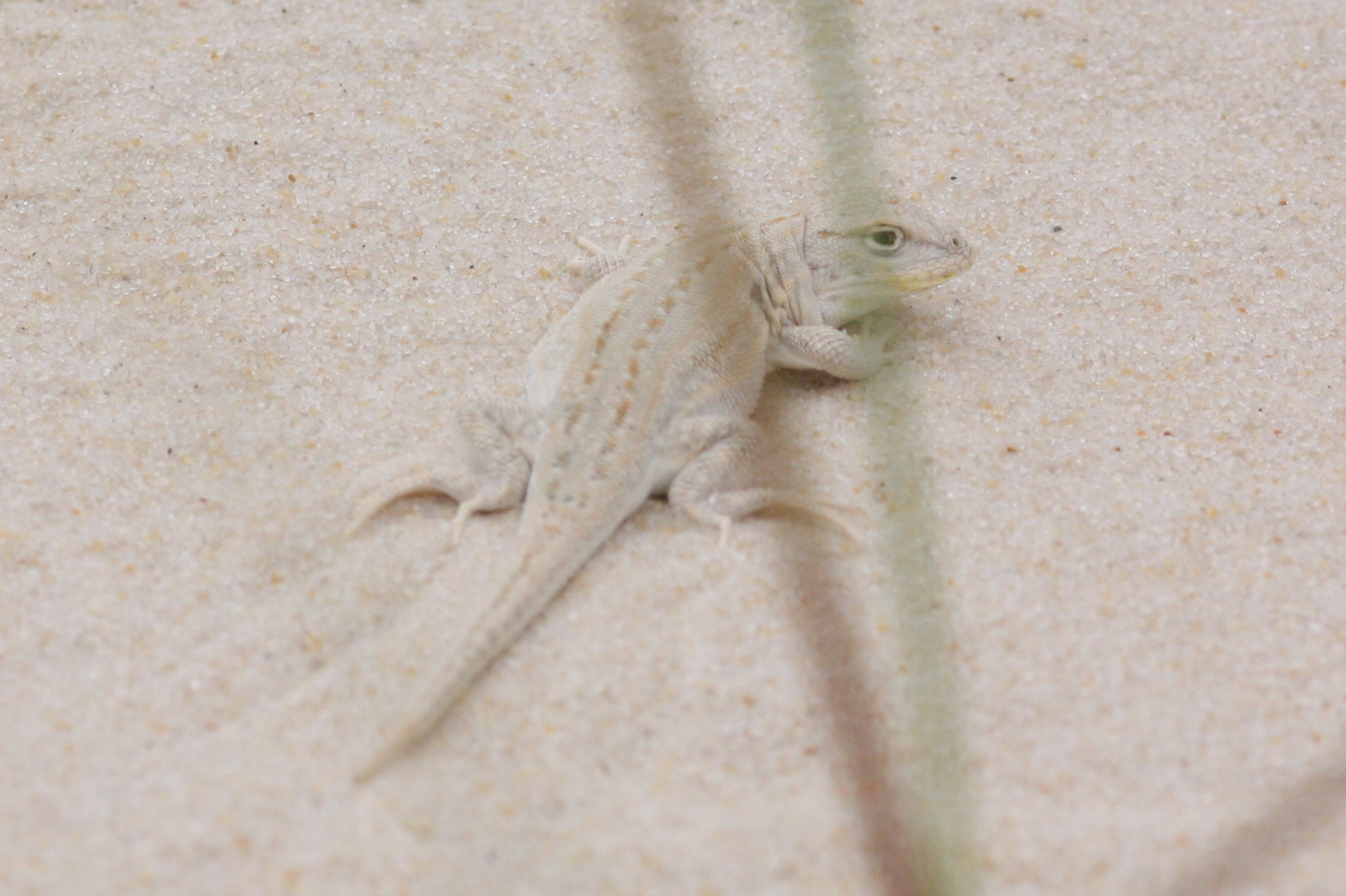